# Antonio della Porta
Antonio della Porta (1631 Manno u Lugana – 3. srpen 1702 Bayreuth v Bavorsku) byl italský stavitel a architekt. Podle jeho plánů byla postavena především řada zámků, například v bavorském Neustadt an der Waldnaab, v Roudnici nad Labem, Libochovicích, Červený hrádek u Jirkova aj. Od roku 1662 pracoval jako stavitel na panství Grafeneggů u Wagramu, od roku 1668 pak byl ve službách knížete Václava Eusebia z Lobkovic. Kromě roudnického zámku pro něj vystavěl i zámek v polské Zaháni. Roku 1697 jej povolal markrabě Christian Ernst do Bayreuthu. Okolo roku 1700 vytvořil Antonio della Porta společně s Jaques Bourdin de la Fond plány zámku markraběte Friedricha v Erlangenu.

## Dílo
- Bílina, zámek (1676–1682)
- Červený hrádek u Jirkova, zámek (1655–1675)
- Dolánky nad Ohří, kostel svatého Jiljí (1675)
- Erlangen, zámek (1700–1702)
- Himmelkron, klášterní kostel (1698)
- Jezeří, zámek
- Libochovice, zámek (1683–1690)
- Lobkovice u Neratovic, zámek (1679)
- Louny, špitál (1698)
- Manno, vlastní dům v rodném městě (1688–1690)
- Milešov, zámek (1662–1667)
- Milešov, kostel svatého Antonína Paduánského (1675–1680)
- Neustadt an der Waldnaab, barokní poutní kostel St. Quirin (1680)
- Neustadt an der Waldnaab, zámek (1698)
- Pátek, zámek (okolo roku 1693)
- Peruc, zámek (po roce 1694)
- Radíč, zámek (1680–1683)
- Roudnice nad Labem, zámek (1670–1684)
- Roudnice nad Labem, pivovar (1672)
- Skalka ve Vlastislavi, zámek (okolo roku 1690)
- Vysoký Chlumec, předhradí (1676)
- Zaháň, zámek (do roku 1686)

## Galerie

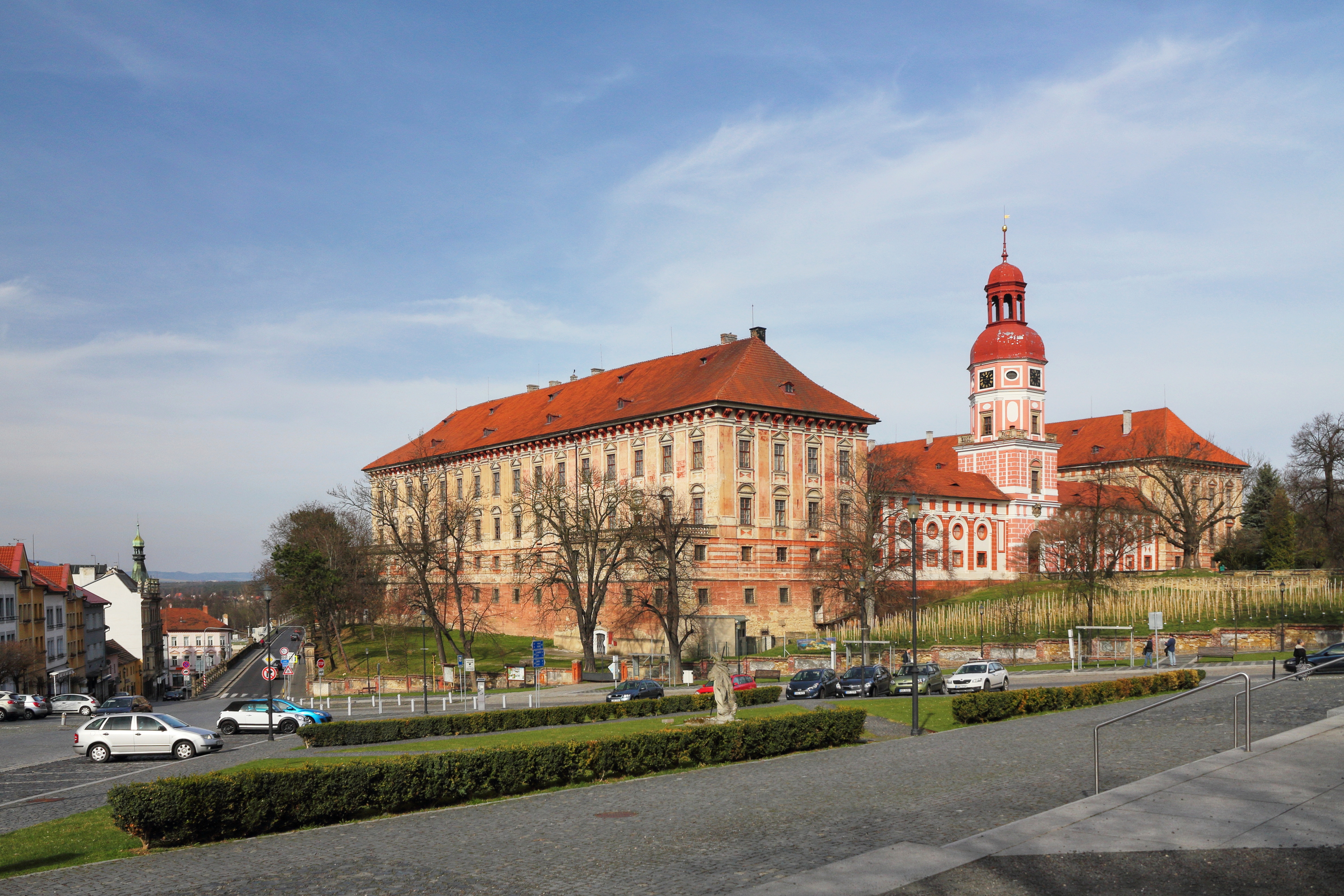
Roudnický zámek
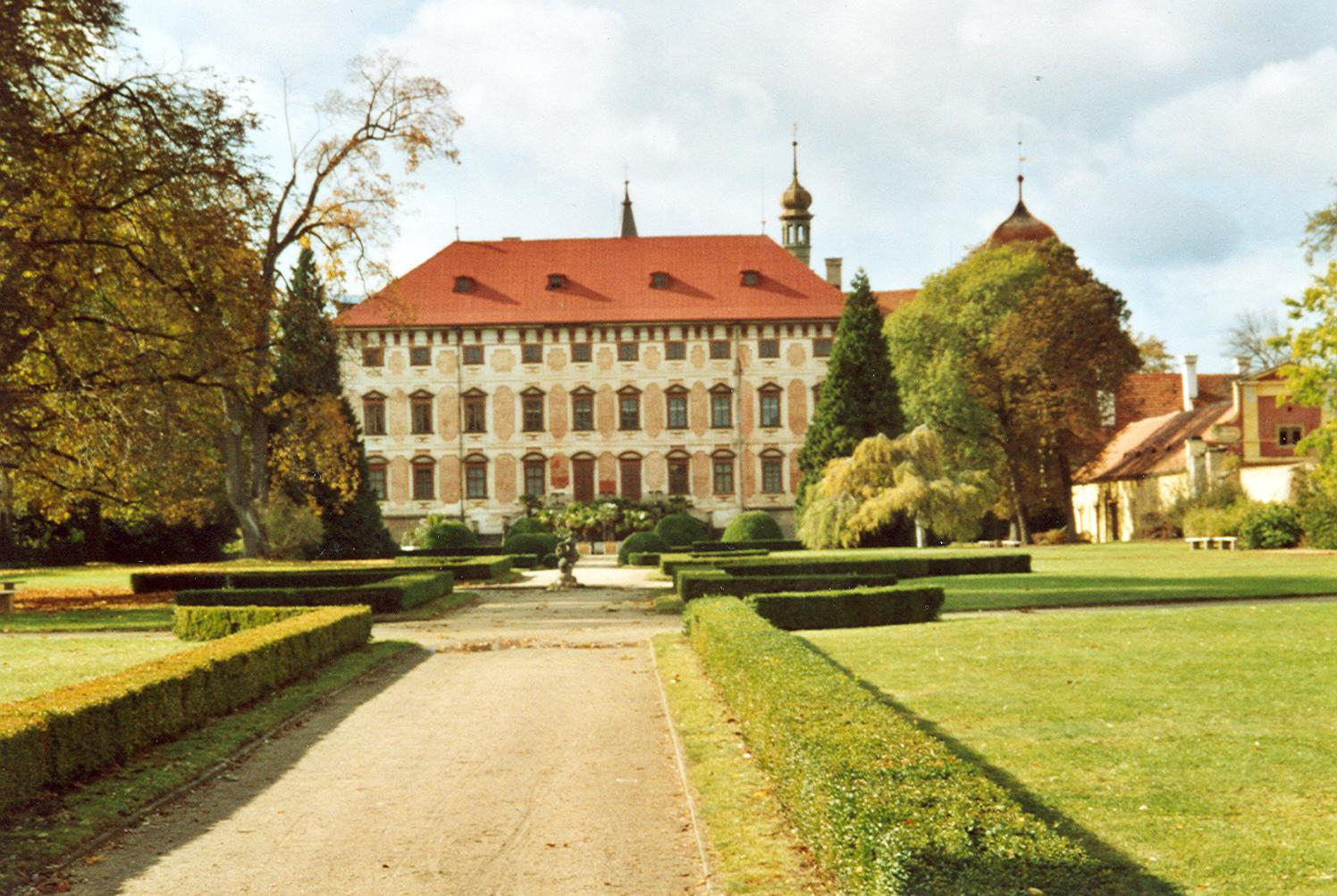
Zámek v Libochovicích
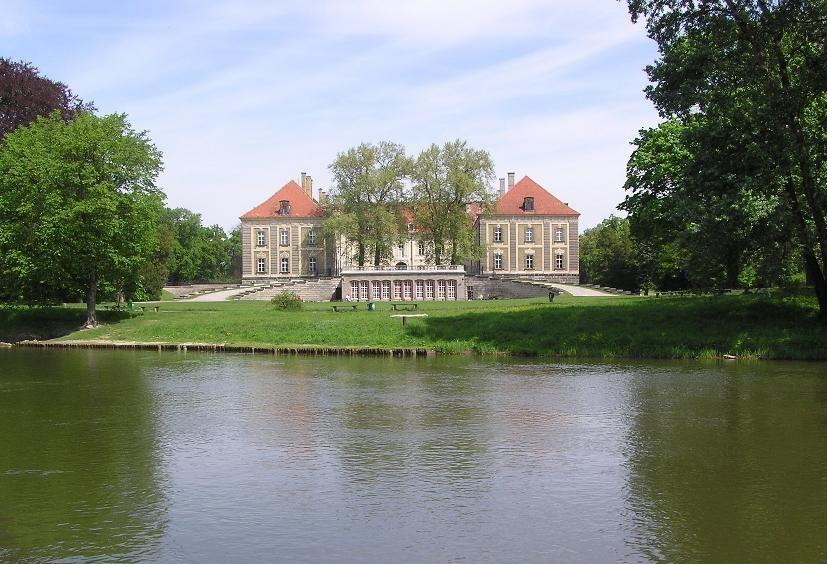
Zámek v Zaháni
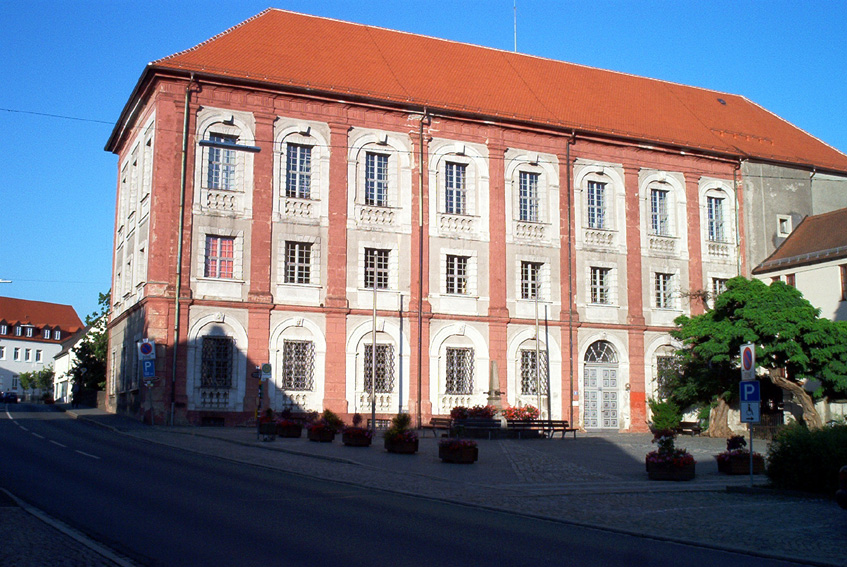
Zámek v Neustadt an der Waldnaab
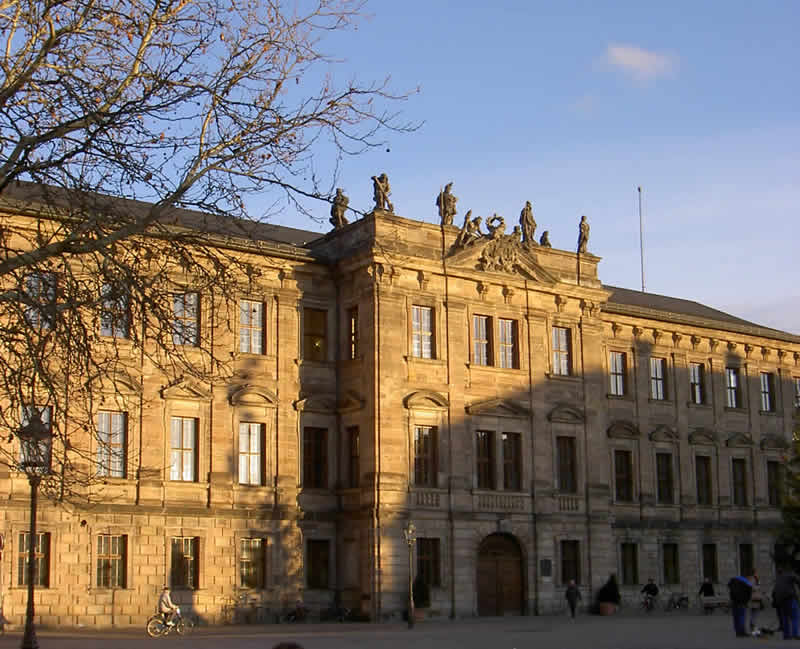
Zámek v Erlangenu
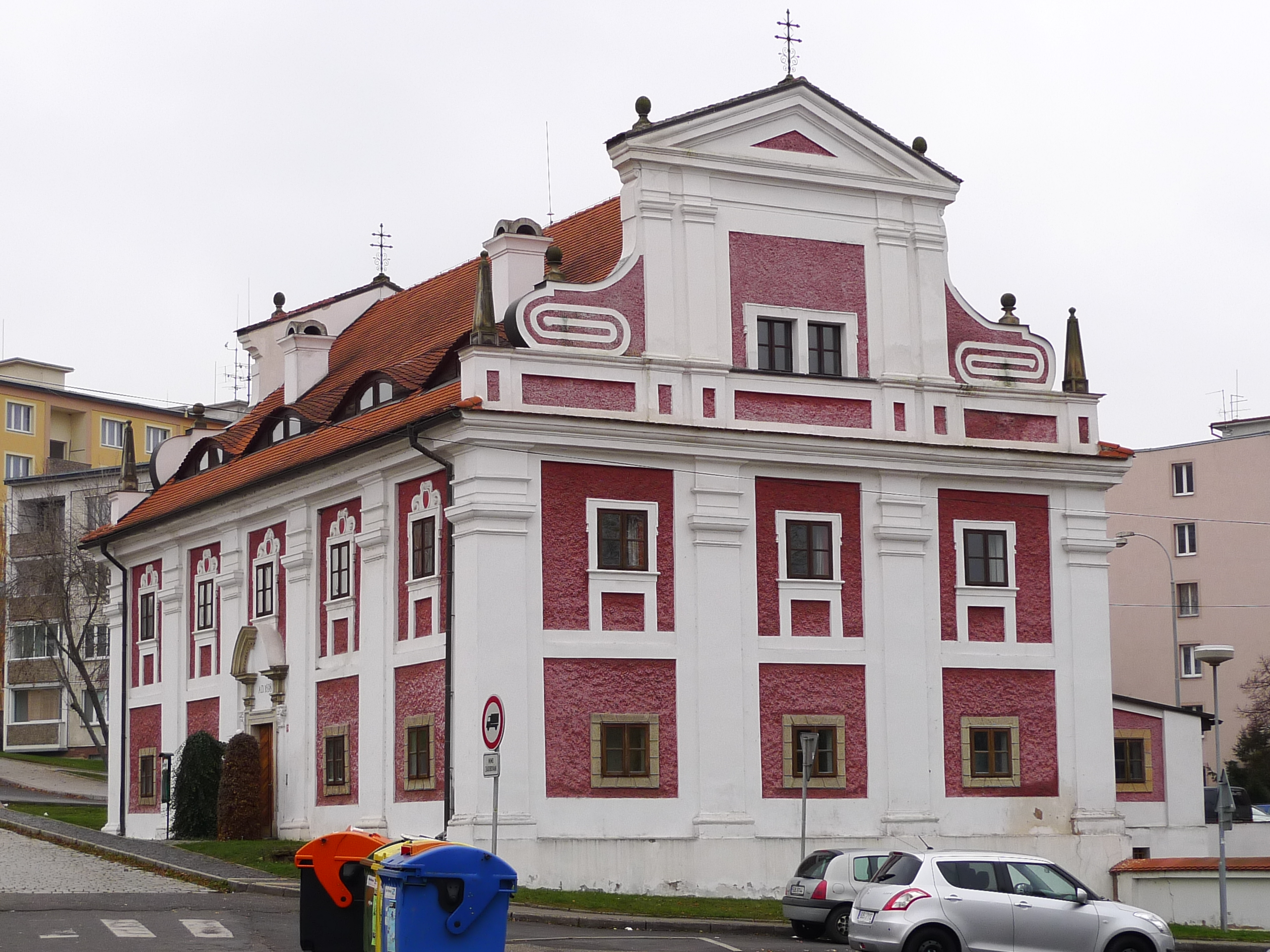
Špitál v Lounech